# Copestylum concinnum
Copestylum concinnum är en tvåvingeart som först beskrevs av Philippi 1865.  Copestylum concinnum ingår i släktet Copestylum och familjen blomflugor. Inga underarter finns listade i Catalogue of Life.